# Cornuda
Cornuda (IPA: /korˈnuda/; Cornuda in veneto) è un comune italiano di 5 938 abitanti della provincia di Treviso in Veneto.

## Geografia fisica
Il territorio di Cornuda, che si estende alla destra del Piave, è in gran parte collinare. L'abitato insiste su una zona grossomodo pianeggiante, le cui altitudini variano da un minimo di 135 m s.l.m., riscontrabili all'estremità meridionale, a non più di 165 m.
La porzione nordorientale comprende invece l'estremità orientale dei colli Asolani che si sviluppano sino ad Asolo. La "cima" più elevata è rappresentata dal monte Sulder (472 m) che domina il paese da ovest; si ricordano poi il Col del Spin (441 m), il monte Fagarè (357 m) con l'omonimo Bosco del Fagarè e il colle Cavasotta (265 m).
Diversi, ma poco rilevanti, i corsi d'acqua. Si cita anzitutto il Nasson, che scorre a nordest del centro, poi il Ru Bianco, che procede verso sud, e infine la Brentella di Pederobba e il Canale di Caerano, canali artificiali che procedono rispettivamente lungo i confini orientali e meridionali.

## Origini del nome
Le origini del toponimo sono incerte.
La gran parte delle ipotesi lo ritiene derivato dal latino cornua "corna", ma le spiegazioni sono diverse: per la posizione all'estremità orientale della centuriazione di Asolo; perché sovrastata da due colline simili a delle corna; in riferimento alla curva di una strada. In aggiunta, c'è chi lo ritiene un'alterazione di un termine significante "crocicchio", probabilmente tra le vie Feltrina e Piovega.

## Storia
La civiltà è qui comparsa già in epoca preistorica, come testimonia la grande quantità di materiale litico che affiora un po' ovunque e i reperti rinvenuti nella valle di San Lorenzo. Durante l'edificazione della "Filanda Serena", nel 1881, furono inoltre individuati i resti di un presunto insediamento paleoveneto e romano.
Cornuda si sviluppò nel corso delle invasioni barbariche, accogliendo i profughi dei villaggi vicini che cercavano una posizione più protetta dagli attacchi. Prova della sua importanza fu l'edificazione di una pieve, sede di uno dei quattro arcipretati in cui si divideva la diocesi di Treviso dalla fine dell'VIII secolo. Di quest'epoca è un documento che riporta per la prima volta il nome Cornuta: ricorda i debiti contratti dagli abitanti con il monastero di Casier.
Di quest'epoca è pure la costruzione della Rocca, mentre più tardo è il castello di Colle. I fortilizi, feudi del vescovo di Treviso, furono distrutti durante il tormentato periodo ezzeliniano.
Solo sul finire del Trecento cominciò una maggiore stabilità dovuta alla conquista della Serenissima. Come per tutto l'entroterra veneto, anche a Cornuda l'economia agricola dipese dalle famiglie patrizie veneziane. Di questo periodo sono alcune ville.
Alla caduta della Serenissima seguì un periodo turbolento in cui si avvicendarono le amministrazioni francesi e austriache. Passata definitivamente sotto il Regno Lombardo-Veneto, nel 1848 Cornuda fece da scenario a una battaglia del Risorgimento italiano, con la vittoria dell'esercito austriaco sulle truppe pontificie appoggiate da numerosi volontari. Tuttavia, il periodo asburgico è noto anche per la realizzazione di alcune opere che portarono prosperità economica; ad esempio, fu potenziato il sistema ferroviario, rendendo Cornuda uno snodo fondamentale per i collegamenti tra la pianura e la pedemontana.

### Simboli
Lo stemma del comune di Cornuda è stato concesso con regio decreto del 31 gennaio 1929.
Il gonfalone è un drappo di azzurro.

## Monumenti e luoghi d'interesse

### Architetture religiose

#### Chiesa arcipretale di San Martino vescovo
La chiesa di San Martino è stata benedetta e aperta al culto nel 1925 e consacrata da mons. Antonio Mistrorigo, vescovo di Treviso, il 17 ottobre 1959.
Di stile romanico-gotico, è a croce latina, divisa su tre navate con due transetti e sei cappelle laterali.
Conserva al suo interno alcune opere di buon pregio artistico: la Pala della Deposizione di Paolo Schiavoni, la pala dell'Addolorata e la Pala della Madonna del Rosario.

#### Santuario della Madonna della Rocca

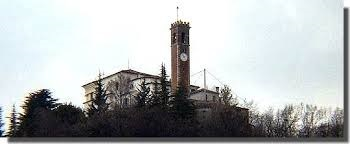
la Rocca

Il complesso, che nei secoli ha subito vari rifacimenti, sorge a nord-ovest del centro, sulla cima di una collina. Custodisce una miracolosa immagine della Madonna, tuttora oggetto di venerazione non solo per i cornudesi, ma anche per le parrocchie circostanti che, annualmente, vi svolgono un pellegrinaggio.
Il nucleo più antico è rappresentato dalla chiesa, eretta sui resti di un fortilizio (la Rocca, appunto) nella seconda metà del Settecento. In seguito le si affiancò un eremo maschile e, più tardi, un convento femminile. Attualmente il luogo di culto è gestito dalle Missionarie dell'Immacolata, officiate da un rettore.
Simbolo del santuario era un'antichissima farnia che la tradizione voleva originaria della Terrasanta. Il 18 giugno 2010 l'albero è crollato al suolo, suscitando grande scalpore.
Nella cantoria è collocato un organo a un manuale d'ignota provenienza, acquistato, restaurato e collocato dall'organaro Silvano Girotto di Paese (Tv)  .

#### Oratorio dei Santi Sebastiano e Rocco in Valle
L'antico oratorio dei santi Sebastiano e Rocco in Valle, così com'è, è il risultato di una serie di importanti interventi succedutisi lungo i secoli.
Fino all'anno scorso era stato fatto tradizionalmente risalire alla seconda metà del Quattrocento. L'Agnoletti, infatti, indicava come anno di fondazione il 1475, in quanto l'oratorio venne dedicato al santo protettore dalla peste come voto per un'epidemia che si diffuse in queste zone proprio nel 1474. Quel che è certo è che fu voluto ed eretto grazie alla benevolenza di un certo Notaio Vittore Fotàro, cittadino cornudese, residente in Asolo, in segno di devozione che la dotò di “…una pezza di terra prativa, arborata, vitegata e oliverata di campi uno e mezzo…”, corrispondente ad un fondo di circa ottomila metri quadri.
Sempre grazie a costui l'aula venne ornata con un affresco della “Vergine con Bambino tra i santi Sebastiano e Rocco” collocato sulla parete di fondo. L'opera venne eseguita il 31 ottobre 1492, così come è datata ed è ancor oggi visibile, sebbene l'oratorio abbia subito dei consistenti rimaneggiamenti nel corso del tempo, poiché essa venne strappata dal muro originale e mantenuta su una base muraria indipendente incorniciata in legno, addossata a una delle pareti laterali.
In seguito la chiesetta venne ceduta alla Scuola di Santa Maria di Asolo prima, e ai frati Minori Francescani nel 1510.
L'oratorio venne restaurato nel corso del settecento, periodo in cui vennero rifatti i marmorini interni e forse la cornice perimetrale; poi nel 1913, su iniziativa dell'allora arciprete, don Benedetto Goggi, si decise di ampliarlo prolungando l'aula originaria con l'abbattimento della parete di fondo, sulla quale venne ritrovato l'affresco quattrocentesco.
L'ampliamento della chiesa, eseguito in stile neogotico, fu progettato dal professor Vincenzo Rinaldo di Venezia, lo stesso che disegnò la parrocchiale di Cornuda.
Lo stesso don Goggi, il 1º luglio 1919, con il consenso del Vescovo di Treviso, riconsacrò l'altare e riutilizzò l'oratorio per le normali funzioni della Parrocchia in attesa che la chiesa principale, distrutta dai bombardamenti, venisse riedificata.
L'antico Oratorio racchiude al suo interno anche una pietra tombale in marmo bianco di pregevole fattura, scolpita con lo stemma nobiliare della famiglia Bettis, risalente al 1599. Al di sotto si trovano le spoglie di numerosi loro discendenti, ricordati in un documento custodito presso l'archivio parrocchiale di Cornuda.
Dal gennaio 2002 l'oratorio è stato interessato da importanti interventi di restauro resi possibili grazie al sostegno economico dato e dai contributi volontari del Comitato San Rocco e, in larga misura, dalla Regione Veneto e dalla Presidenza del Consiglio dei Ministri.
La costruzione è stata consolidata, restaurata l'orditura primaria del tetto e rifatto il manto di copertura al completo, ripuliti e consolidati i marmorini interni, restaurati gli affreschi, rifatta la pavimentazione interna, rinforzata la volta del sacello tombale, ripulite le parti lapidee, riportata a nuovi cromatismi la zona absidale, rifatti gli impianti, i portoni e le pavimentazioni esterne.
È stato proprio durante le ultime operazioni di restauro che sono emersi nuovi elementi ad arricchire ancora una volta la storia di questo antico monumento.
Mentre si stava intervenendo per togliere una parte di intonaco già parzialmente distaccato, è emersa traccia di una figura umana di notevole dimensione realizzata ad affresco e successivamente coperta da uno scialbo a calce e da un notevole strato di più mani di marmorino. La scena completa, ha svelato le figure di san Sebastiano Martire e di san Rocco racchiuse all'interno di una cornice pittorica, affiancate alla sinistra da un'altra figura minore, forse un angelo, un bimbo o il ritratto di uno dei committenti. Inoltre, accanto al brano di affresco è stata rinvenuta anche una delle originarie finestre dell'oratorio, che presenta sguinci laterali e inferiori ed è di forma archiacuta.
L'antico edificio veniva fatto risalire - fino a poco tempo fa - alla seconda metà del Quattrocento, ma sulla base di questi recenti ritrovamenti si può affermare senz'ombra di dubbio che l'Oratorio è ancor più antico, riconducibile probabilmente al XIV secolo.
Le ipotesi più accreditate circa l'origine dell'oratorio rimangono dunque una possibile peste, imperversata nella zona, che fece invocare il santo da poco morto, e subito acclamato come potente taumaturgo, oppure il passaggio delle sue reliquie nelle vicinanze.
Qualunque sia il motivo per cui fu eretto, resta confermata la presenza di un antico insediamento umano nella Valle di Cornuda e ciò apre nuove prospettive di storia locale.
Il 16 agosto 2006, l'edificio è stato riaperto al culto alla presenza di monsignor Andrea Bruno Mazzocato, Vescovo di Treviso, il quale ha benedetto la nuova statua del santo (raffigurata in copertina), scolpita per l'occasione.

##### Oratorio dei Santi Vittore e Corona a Selvapudia
Si trova lungo il Ru Nero, ai piedi della Rocca. Di origini antichissime, conserva ancora l'originale aspetto romanico nonostante i numerosi restauri. Nel XII secolo vi furono traslate alcune reliquie attribuite ai santi Vittore e Corona, ai quali i cornudesi furono particolarmente devoti.

### Architetture civili

#### Palazzo De Faveri Tron
In prossimità del centro, è una costruzione realizzata tra la fine del Settecento e l'inizio dell'Ottocento.
Il complesso è costituito da un corpo padronale compatto, affiancato da un volume a due piani, cui seguono un'adiacenza con portico e una torretta. Il tutto è inserito in un vasto parco di alberi secolari.
Il corpo padronale è una costruzione a tre piani dalla facciata simmetrica e tripartita. Alla porta d'ingresso al piano terra corrisponde un'apertura con poggiolo al secondo e una semplice finestra al terzo. Le aperture centrali sono inoltre affiancate da due finestre per lato. Frutto di un recente restauro sono le due calotte in rame che coprono la porta d'ingresso e la sovrastante finestra e la meridiana affrescata.

#### Museo della stampa e del design tipografico

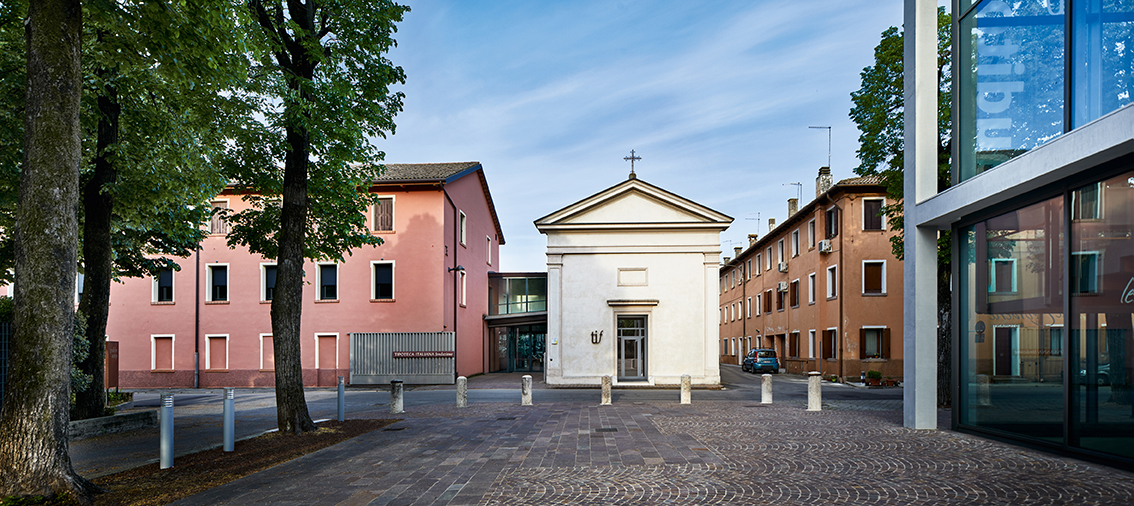
L'esterno del museo

Il Museo della Stampa e del Design Tipografico, di livello mondiale per ricchezza delle collezioni e ambiente espositivo, avendo ricevuto la menzione d'onore al XXV Premio Compasso d'Oro ADI nel giugno 2018, si trova in via Canapificio 3 nell’ex chiesa di Santa Teresa e nell’adiacente foresteria. Gli edifici erano parte del Canapificio Veneto, un complesso industriale inaugurato nel 1883, primissimo esempio di fabbrica "orizzontale" progettata in funzione dell'energia elettrica e monumento alla Seconda Rivoluzione Industriale.
Il contiguo "Tipoteca Auditorium" è un edificio di alta valenza architettonica, voluto come spazio culturale e disegnato per ospitare convegni, presentazioni e spettacoli.

### Monumenti, cippi, lapidi, targhe

#### Monumento Ossario ai Caduti del 1848
Il Monumento Ossario ai Caduti del 1848, noto anche come Monumento dell'Aquila, è situato sulla collina della Rocca di Cornuda.
Fu realizzato dallo scultore trevigiano Antonio Carlini per commemorare i dragoni pontifici morti nella carica suicida del 9 maggio 1848, al culmine della battaglia di Cornuda, combattuta fra le truppe austriache guidate dal generale Nugent e i dragoni pontifici al comando del generale Ferrari. Il loro sacrificio rallentò temporaneamente l'avanzata austriaca. Fu inaugurato il 29 maggio 1898, alla presenza del Ministro Giuseppe Zanardelli e di uno dei cinque soldati sopravvissuti (il soldato Nicoletti).
Il monumento è costituito da un obelisco in pietra di Pove, sormontato da una stella dorata, che poggia su una larga base a gradoni e scalini in pietra. Ai piedi dell'obelisco si trova una grande aquila in bronzo, posata su uno scudo sotto al quale si trovano delle armi del 1848. Ai lati dell'obelisco quattro leoni sostengono altrettante targhe commemorative con le scritte:
Nella cripta interna riposano le ossa dei dragoni caduti, sepolti in precedenza senza alcun'indicazione, rendendo quindi impossibile l'identificazione.
Al giorno d'oggi l'associazione cornudese Amici dell'Aquila si dedica alla manutenzione del monumento.

#### Pria morta
La Pria Morta è una pietra di discrete proporzioni, di probabile origine sepolcrale, che si trova in località Biancospino, a Cornuda, sulla curva che porta ad Onigo. Su di essa è inciso un cuore, a ricordo dei dragoni pontifici caduti nella battaglia di Cornuda.
- Leggende e credenze popolari sulla Pria Morta

Tradizione vuole che porti sfortuna, essendo stata rinvenuta nel luogo in cui ebbe luogo la famosa carica in cui vennero sterminati, il 9 maggio 1848, i dragoni pontifici; da essa trae ispirazione una leggenda che è stata fedelmente riportata dallo storico cornudese prof. Giuseppe Corso:
In altre versioni invece i cavalieri, la sera d'Ognissanti, iniziano la loro spettrale cavalcata dal luogo in cui riposano, il Monumento dell'Aquila (Monumento Ossario ai Caduti) situato sulla collina della Rocca.
Secondo la credenza popolare inoltre attorno alla Pria Morta e per un raggio di 50 m una volta non cresceva nemmeno l'erba e le piante di granoturco non facevano mai la pannocchia, mentre le attività commerciali nei dintorni non decollavano. È doveroso ricordare che il terreno dove è posizionata la Pria Morta era un tempo semipaludoso, conosciuto fin dal 1700 con il nome di "palù".
Infine si narra che due ricche famiglie cornudesi, che si erano portate via la pietra per abbellire il loro giardino, dovettero riportarla precipitosamente al suo posto, perché nelle loro ville avevano cominciato a verificarsi dei misteriosi casi di morte improvvisa.

## Economia
La principale fonte di reddito per la popolazione rimane l'agricoltura, dove si coltivano cereali, grano, ortaggi e vite. Viene praticato anche l'allevamento, soprattutto di bovini e ovini. Il lavoro è offerto da aziende industriali che abbracciano diversi settori. Le imprese commerciali soddisfano le esigenze della collettività, mentre i servizi comprendono uffici comunali, postali, Pro Loco, banche e uffici di consulenza informatica.

## Società

### Evoluzione demografica
Abitanti censiti

### Etnie e minoranze straniere
Al 31 dicembre 2023 gli stranieri residenti nel comune erano 1 033, ovvero il 16,7% della popolazione. Di seguito sono riportati i gruppi più consistenti:
1. Cina 420
2. Romania 177
3. Marocco 141
4. Albania 97
5. Macedonia del Nord 33

### Lingue e dialetti
Ancora alla fine della seconda guerra mondiale la società di Cornuda era nettamente divisa tra la classe piccolo-borghese (possidenti, professionisti, commercianti) e quella subalterna formata da contadini e braccianti. Questa distinzione si rifletteva anche nel dialetto, del quale si distingueva una varietà de piàsa ("di piazza"), vicina al dialetto di Treviso città, e una varietà rustega ("rustica"), più autentica perché tipica della cosiddetta zona di interferenza trevigiano-bellunese nella quale rientra anche Cornuda.
| Italiano                                        | Cornudese "di piazza"                           | Cornudese "rustico"                            |
| ----------------------------------------------- | ----------------------------------------------- | ---------------------------------------------- |
| Quanto hai bevuto stanotte? Mezzo litro.        | Quanto àtu bevù[o] stanòte? Mèzo lìtro.         | Quant ètu bevést stanòt? Mèdho lìtro.          |
| Vi sentite meglio? Sì, abbiamo dormito un poco. | Ve sentìu mèjo? Sì, [g]avémo dormìo 'na sćanta. | Ve sentìu mèjo? Sì, avón dormì[st] 'na sćanta. |

Il fenomeno si è col tempo affievolito e le nuove generazioni (qualora effettivamente conoscano il dialetto) risultano preferire la variante di piazza rispetto alla variante rustica, indipendentemente dalla provenienza sociale.

## Infrastrutture e trasporti

### Strade
Cornuda è attraversata alla SP84 e dalla SS348 "Feltrina" che s’incrociano nel centro del paese. Successivamente, con lo sviluppo della “nuova Feltrina”, è stato deciso di far deviare la strada in periferia, in modo da sgravare il traffico e rendere più sicuro il centro città.
La città è servita dalle linee autobus della MOM che la collega con Conegliano, Pieve di Soligo, Montebelluna, Valdobbiadene e Asolo.

### Ferrovie
La Stazione di Cornuda, posta sulla linea Calalzo-Padova, è servita da corse di treni regionali svolti da Trenitalia nell'ambito del contratto di servizio stipulato con la Regione Veneto. La riapertura del tratto ferroviario che collega Treviso e Feltre e la fine dei lavori di elettrificazione e consolidamento delle infrastrutture è prevista per fine ottobre 2024.

## Amministrazione

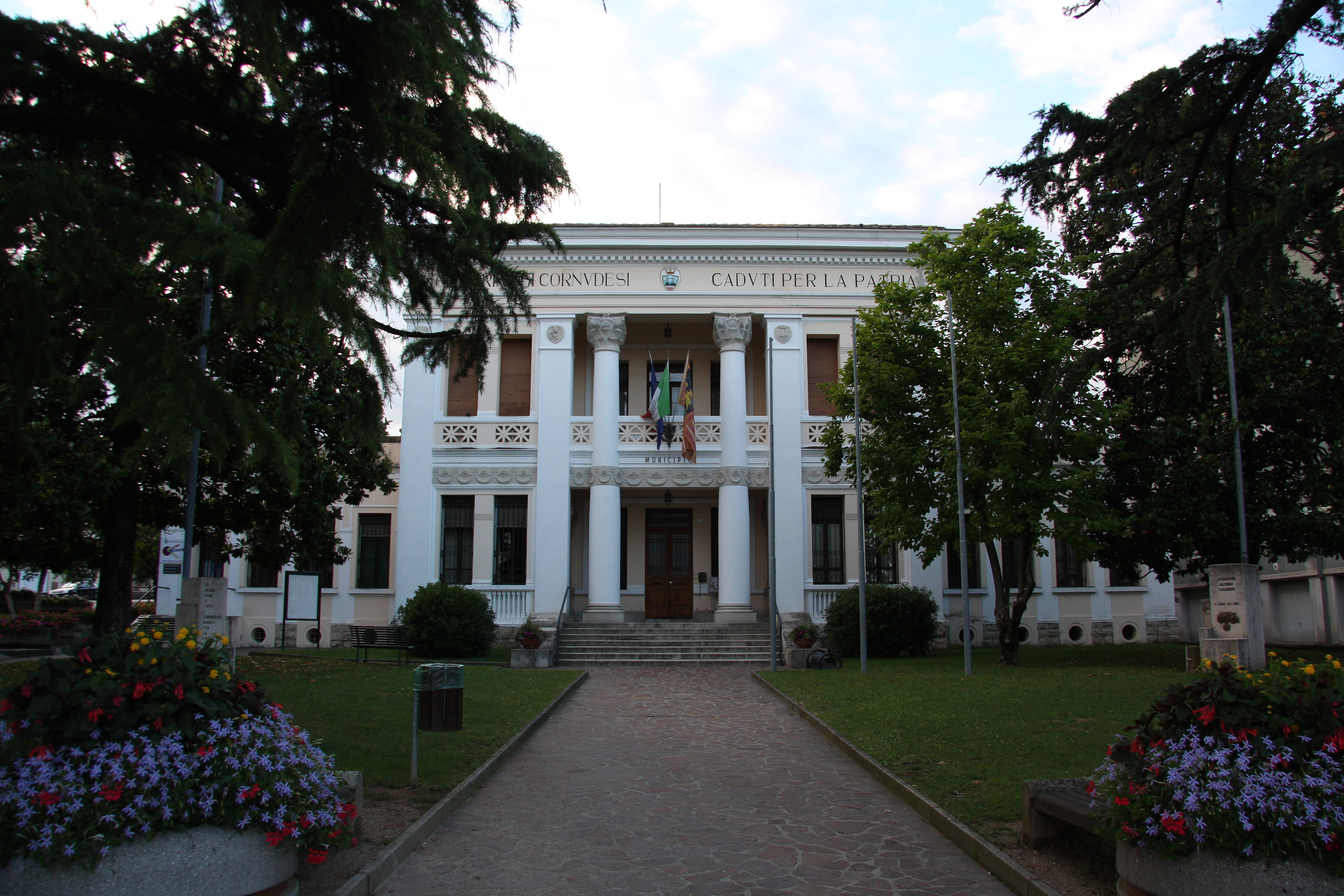
Il municipio di Cornuda

### Sindaci dal 1995
| Periodo        | Periodo        | Primo cittadino  | Partito                    | Carica  | Note |
| -------------- | -------------- | ---------------- | -------------------------- | ------- | ---- |
| 23 aprile 1995 | 13 giugno 1999 | Mario Durigon    | Lista civica               | Sindaco |      |
| 13 giugno 1999 | 13 giugno 2004 | Mario Durigon    | Lista civica               | Sindaco |      |
| 13 giugno 2004 | 7 giugno 2009  | Bruno Comazzetto | Lista civica               | Sindaco |      |
| 7 giugno 2009  | 25 maggio 2014 | Marco Marcolin   | Coalizione di centrodestra | Sindaco |      |
| 25 maggio 2014 | 26 maggio 2019 | Claudio Sartor   | Lista civica               | Sindaco |      |
| 26 maggio 2019 | 9 giugno 2024  | Claudio Sartor   | Lista civica               | Sindaco |      |
| 9 giugno 2024  | in carica      | Enrico Gallina   | Lista civica               | Sindaco |      |

### Gemellaggi
- Natschbach-Loipersbach

## Sport
- Dal 1927 al 1933 per Cornuda è transitata la famosa corsa automobilistica Mille Miglia. Durante l'edizione del 1932 la Talbot 105 condotta dal pilota inglese Brian Lewis ebbe un incidente e uscì di strada, ma alcuni abitanti soccorsero l'equipaggio e rimisero in strada la vettura che poté quindi continuare la gara.
- La 4ª tappa del Giro d'Italia 2009 è passata per Cornuda, dove si trovava uno dei due "traguardi volanti".
- È sede della squadra professionista di ciclismo femminile Astana.